# Netley
Netley är en ort i Storbritannien.   Den ligger i grevskapet Hampshire och riksdelen England, i den södra delen av landet, 110 km sydväst om huvudstaden London. Netley ligger 16 meter över havet och antalet invånare är 6 287.
Terrängen runt Netley är platt.  Närmaste större samhälle är Southampton, 4,7 km nordväst om Netley. 